# Aquilegia vulgaris subsp. hispanica
Aquilegia vulgaris subsp. hispanica é uma subespécie de planta com flor pertencente à família Ranunculaceae. 
A autoridade científica da subespécie é (Willk.) Heywood, tendo sido publicada em Feddes Repertorium Specierum Novarum Regni Vegetabilis 64: 44. 1961.

## Portugal
Trata-se de uma subespécie presente no território português, nomeadamente em Portugal Continental.
Em termos de naturalidade é endémica da Península Ibérica.

## Protecção
Não se encontra protegida por legislação portuguesa ou da Comunidade Europeia.